# Modeste de Noyette
Modeste de Noyette (1847-1923) was een Gents architect, vooral bekend om zijn imposante kerken en openbare gebouwen. Hij wijdde zich vooral aan de heropleving van een pittoreske en kleurrijke gotische stijl, nauw verwant met het voorbeeld van de invloedrijke Sint-Lucasscholen. Hij werd ook geïnspireerd door de Scheldegotiek.

## Levensloop
Modeste de Noyette werd op 22 februari 1847 geboren in Ledeberg bij Gent. Hij genoot zijn vorming aan de Academie van Gent (1865-66). Later werd hij voorzitter van de Société des Architectes de Flandre-Orientale, waarin hij de beroepsbelangen van architecten verdedigde, onder meer in bijdragen aan het tijdschrift L'Emulation. Uiteindelijk raakte hij meer bekend dan zijn oudere broer Ferdinand de Noyette (1838-1870), eveneens architect. Hij overleed op 22 december 1923, ook in Ledeberg. 
In Ronse werd de Modeste de Noyettestraat naar hem genoemd.

## Realisaties

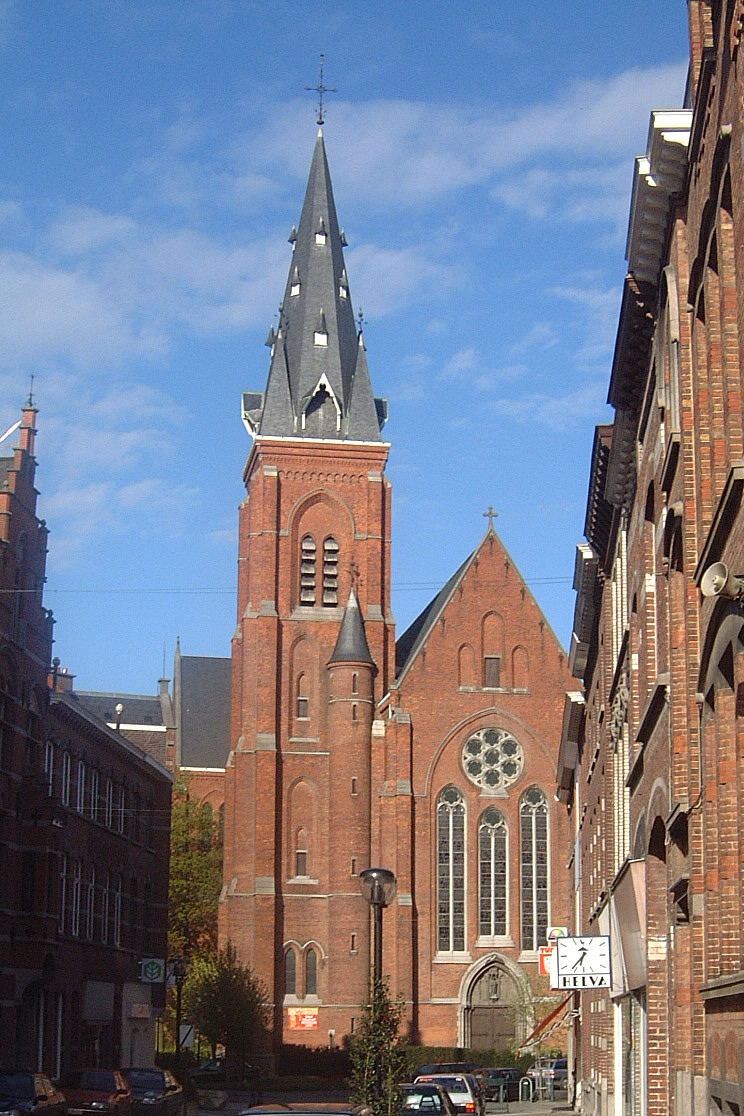
De Sint-Martinuskerk te Ronse, in de typisch neogotische stijl van Modeste de Noyette

Zijn eerste belangrijke werk was de kerk van Haaltert in 1870, in opvolging van zijn broer Ferdinand. Nadien was hij nog ontwerper of medeontwerper van een groot aantal markante openbare gebouwen, en van enkele privéwoningen. Hij hield zich dikwijls ook met de binneninrichting van de gebouwen bezig. Ondanks zijn lidmaatschap van de Koninklijke Commissie voor Monumenten stond hij niettemin niet afkerig van grondige renovaties, waarbij sporen van het verleden vernietigd werden, bijvoorbeeld bij de restauratie van de Sint-Martinuskerk in Gent-Ekkergem (1901-1907). Tot zijn belangrijkste werken behoren:
- de Sint-Vincentiuskerk te Eeklo (1878-83)
- de Sint-Antonius-van-Paduakerk te Balgerhoeke, Eeklo (1905)
- de Nieuwe Sint-Martinuskerk te Ronse (1891-96)
- het gemeentehuis van Gentbrugge (1876-92)
- het (voormalig) gemeentehuis van Sint-Amandsberg (1878-84)
- de Leopoldskazerne in Gent (1902-06)
- Villa Madonna in Ronse (1906)
- Sint-Jozefkerk in Aalst (1868-1908)
- de voltooing van de Sint-Martinuskerk in Aarlen (1906-14)

- RKD-Nederlands Instituut voor Kunstgeschiedenis: 492840
- Union List of Artist Names: 500316692
- Virtual International Authority File: 305190923